# Ralph Klein (Basketballtrainer)
Ralph Klein (* 29. Juli 1931 in Berlin; † 7. August 2008 in Ramat Gan, hebräischer Name: רלף קליין) war ein deutsch-israelischer Basketballspieler und -trainer von Maccabi Tel Aviv und BSC Saturn Köln und Trainer der israelischen und westdeutschen Basketballnationalmannschaft. Als Spieler und Trainer gewann er insgesamt 22 Mal die israelische Meisterschaft und den Europapokal der Landesmeister 1977 und wird für seine Verdienste für den israelischen Basketball in seiner Heimat „Mr. Basketball“ genannt. Klein überlebte den Holocaust und war einer der ersten Israelis, die nach dem Zweiten Weltkrieg einen Trainerposten in Deutschland übernahmen.

## Biografie
Ralph Klein wurde 1931 in Berlin zu Zeiten der Weimarer Republik als Sohn einer wohlhabenden ungarisch-jüdischen Familie geboren. Angesichts der Verfolgung durch die Nationalsozialisten kehrten die Kleins 1939 nach Budapest zurück. 1941 wurden Kleins Eltern, seine Schwester Ruth und er aufgegriffen und ins Konzentrationslager Auschwitz verschleppt. Sein Vater kam um, doch der Rest der Familie gehörte zu den 20.000 Juden, die vom schwedischen Diplomaten Raoul Wallenberg gerettet wurden. Da auch im Nachkriegs-Ungarn starker Antisemitismus herrschte, wanderten Klein und seine Familie 1951 nach Israel aus.
Im selben Jahr schloss sich Klein dem Basketballklub Maccabi Tel Aviv an und wurde auf Anhieb zu einem der ersten Sportidole der jungen Nation Israel. Schon 1952 spielte Klein für die israelische Nationalmannschaft bei den Olympischen Spielen in Helsinki. Als Spieler bestritt Klein 160 Spiele, erzielte 2.701 Punkte und gewann achtmal die israelische Meisterschaft und sechsmal den israelischen Pokal. Insgesamt spielte Klein 68 Mal für seine neue Heimat und erzielte 318 Punkte. 1964 beendete er seine Spielerlaufbahn.
Nach seiner Sportlerkarriere wurde Klein Trainer. Ab 1964 betreute er Israels U21-Basketballnationalmannschaft. Insbesondere in der Anfangszeit seiner Trainerlaufbahn weilte er mehrmals in den USA, um seine Basketballkenntnisse zu erweitern. 1968 brachte er die israelische U21-Auswahl auf den siebten Platz bei der Jugendeuropameisterschaft. Ein Jahr später wurde er Trainer seines Heimatklubs Maccabi Tel Aviv und etablierte die Mannschaft als eine der stärksten in Europa. Maccabi monopolisierte praktisch die israelischen Meisterschafts- und Pokalwettbewerbe und holte zwischen 1970 und 1983 alle 14 Meisterschaften sowie zwölf Pokale: einmal verlor man gegen Hapoel Gevat, und einmal wurde der Pokal wegen des Jom-Kippur-Krieges abgesagt. Klein war Trainer der legendären Mannschaft der Saison 1976/1977, die mit Stars wie Tal Brody und Miki Berkovich als erster israelischer Vertreter den Europapokal der Landesmeister gewann. In einem packenden Endspiel wurde Mobilgirgi Varese 78:77 in der Aleksandar-Nikolić-Halle in Jugoslawien bezwungen, und Berkovich nannte diesen Sieg so wichtig für Israel wie das Wunder von Bern für Deutschland. Nach dem Erfolg beim Europapokal 1977 übernahm Klein zusätzlich die israelische Nationalmannschaft und führte sie zwei Jahre später ins Finale der Europameisterschaft und gewann die Silbermedaille. 1981 und 1983 wurde das Team noch zweimal Sechster.
1983 erfüllte sich Klein einen Lebenstraum, wechselte überraschend in sein Geburtsland und wurde Trainer von BSC Saturn Köln. Während Maccabi Tel Aviv verständnisvoll reagierte, wurde Kleins Entscheidung sowohl in der Bundesrepublik als auch in Israel argwöhnisch beäugt. Während nationalistische Israelis Klein als Landesverräter titulierten, musste der Neu-Kölner von deutscher Seite gegen alte anti-jüdische Ressentiments kämpfen. Klein verstand seine Entscheidung als persönlichen Sieg über die Nazis: „Ich sah dies als Sieg über [Nazi-]Deutschland, da das starke [Nachkriegs-]Deutschland fähig war, einen Israeli einzustellen.“
Klein betreute Saturn Köln von 1983 bis 1986 und war parallel Bundestrainer der damaligen Randsportart Basketball. Klein führte die deutsche Auswahl zu den Olympischen Spielen 1984 in Los Angeles, zur Europameisterschaft 1985 im eigenen Land (fünfter Platz und damit bis dahin bestes EM-Ergebnis einer deutschen Mannschaft) und zur Weltmeisterschaft 1986 in Spanien, bei der sie den 13. Platz belegte. Bemerkenswert war, dass Klein bei Spielen zwischen Israel und der Bundesrepublik das Coachen seinen Assistenten überließ. So wollte er die immer wieder von beiden Seiten aufkommende politische Schärfe aus diesen Duellen nehmen. Nach der Niederlage der deutschen Mannschaft gegen Israel bei der EM 1985 wurde Klein intern vorgeworfen, das Spiel absichtlich verloren zu haben. Klein wies den Vorwurf entschieden zurück und erwog, von seinem Amt als Bundestrainer zurückzutreten. Zu Kleins Stärken als Trainer zählte seine Fähigkeit, seine Spieler zu großen Leistungen zu motivieren.
Klein verließ Saturn Köln und die deutsche Nationalmannschaft im Jahr 1986 und arbeitete in der Folge wieder als Trainer in Israel, unter anderem erneut von Maccabi Tel Aviv. Nach seinem Rücktritt vom professionellen Sport brachte er Kindern und Jugendlichen Basketball bei. Zudem betreute er die Basketball-Damen des Vereins Elitzur Elkana als Trainer. Er wurde für sein Lebenswerk in Israel „Mr. Basketball“ genannt, wurde 2006 mit dem Israel-Preis ausgezeichnet und durfte zum 56. Jahrestag der Staatsgründung die rituellen Fackeln entzünden. Klein starb am 7. August 2008 an Darmkrebs. Der israelische Ministerpräsident Ehud Olmert pries seinen „gewaltigen Beitrag“ zum Sport in Israel, seinen festen jüdischen Glauben und bescheinigte ihm, „mehrere Sportler-Generationen beeinflusst“ zu haben. Klein hinterließ eine Ehefrau und drei Kinder.

## Verfilmung
Basierend auf seiner Lebensgeschichte, verfilmte 2011 sein Landsmann Eran Riklis sein Engagement als Trainer der westdeutschen Nationalmannschaft ab 1983 im Sportdrama PlayOff, einer deutsch-französisch-israelischen Produktion, mit u. a. Danny Huston als (Max Stoller alias Ralph Klein), Amira Casar, Mark Waschke, Max Riemelt, Hanns Zischler.

## Titel und Auszeichnungen

### Als Spieler
- Israelischer Basketballmeister (achtmal: 1954, 1955, 1957–1959, 1962–1964)
- Israelischer Basketballpokalsieger (sechsmal: 1956, 1958, 1959, 1961, 1963–1964)

### Als Trainer
- Europapokal der Landesmeister mit Maccabi Tel Aviv (1977)
- Silbermedaille Europameisterschaft 1979 mit Israel
- Israelischer Basketballmeister (14 Mal: 1970–1983)
- Israelischer Basketballpokalsieger (12 Mal: 1970–1972, 1974, 1976–1983)
- Israel-Preis für sein Lebenswerk (2006)